# Cymophorus limbatus
Cymophorus limbatus är en skalbaggsart som beskrevs av Raffaello Gestro 1895. Cymophorus limbatus ingår i släktet Cymophorus och familjen Cetoniidae. Utöver nominatformen finns också underarten C. l. ruficollis.